# Bulbophyllum jensenii
Bulbophyllum jensenii là một loài phong lan thuộc chi Bulbophyllum.